# 24074 Thomasjohnson
24074 Thomasjohnson là một tiểu hành tinh vành đai chính với chu kỳ quỹ đạo là 1252.8831975 ngày (3.43 năm).
Nó được phát hiện ngày 12 tháng 10 năm 1999.